# 斯利波里德-伊萬尼夫卡
50°12′33″N 32°22′57″E / 50.20917°N 32.38250°E
斯利波里德-伊萬尼夫卡（烏克蘭語：Сліпорід-Іванівка）是位於烏克蘭中部的村莊，由波爾塔瓦州盧布尼區的赫雷賓卡市鎮負責管轄。該村處於斯利波里德河畔，海拔高度118米，2001年人口569。